# アーヤトッラー
アーヤトッラー（アラビア語: آية الله、ペルシア語: آیت‌الله）は、シーア派高位ウラマーの冠する称号。「神の徴」の意。アーヤトッラー号を冠するに至った者は、法学、倫理学、哲学、神秘主義などのイスラーム諸学に通暁した学者であり、一般に神学校（ホウゼ）での教育にあたる。アーヤトッラーの下位称号はホッジャトル・エスラーム（「イスラームの明証」）である。

## アーヤトッラー号の獲得
アーヤトッラー号は儀式を経て授けられるものというより、ウラマー間でのコンセンサスに基づくものである。ホウゼにおける勉学を修め、その知識と振る舞いが師に賞賛されるようになったような宗教学者がその対象となる。アーヤトッラー号を得ると、その学者はシーア派イスラーム法源、すなわちクルアーン、スンナ、イジュマー、アクル（智。スンナ派におけるキヤースに相当する）から法解釈をおこない自身の見解を表明することができるようになる。これらはいずれも師の発する免状（イジャーザ）によって、その資格の証とすることがほとんどである。アーヤトッラーは、その専門とする分野についてホウゼでの教授職を得ることができ、また信徒の宗教的疑問（イスティフター＝照会）に対し、参照すべき意見（ファトワー＝教令）を発し、判断を下すことができる。
ただしアーヤトッラー号や後述の大アーヤトッラーなど、それぞれ明確な任命などがあるわけではなく、一定の経験や著述（後述のリサーラ）を経たのちに自らアーヤトッラーを名乗り、異議がなければそのまま認められるという性格のものである。したがって、定数というものもないし、ある者がアーヤトッラーであるかどうかは確実なものではない。

## 歴史
建前としては聖職者をおかず信徒間の平等を標榜するイスラームにあって、緩やかなものではあるが聖職位階制を示すアーヤトッラーなどの称号の存在は、シーア派・12イマーム派における法学の発達、すなわちウスーリー派とアフバーリー派の理論と密接に関係する。17世紀のシーア派法学の確立に伴って、ウスーリー派では、法解釈を行い保護権をもつムジュタヒドと一般的信徒で前者の解釈に追随するムカッリドの弁別を行うようになった。そのうち徐々にムジュタヒドの中でも、権威の所在をはっきりさせるためにアーヤトッラー号が出現するようになったといえる。当初は単なる先任者的なものであったが、徐々に各称号とその権利に弁別が現れる。19世紀中にはアーヤトッラー号を持つ者は少数であったが、その後の精緻化に伴い、後述のより上位の大アーヤトッラーやマルジャエ・タクリードなどが出現し、アーヤトッラー号保持者はかなりの数に上るようになっている。

## 大アーヤトッラー
アーヤトッラーのうち、ごく少数の重要なウラマーは、大アーヤトッラー（アーヤトッラー・オズマー: 「大いなる神の徴」）あるいはマルジャア・アッ＝タクリード（「模倣の源泉の意」）となる。あるアーヤトッラーへの照会が、多くの分野でたびたび行われるようになり、それに対し諸問題に答える法解釈書（リサーラ・アルミーヤ）を著すことで、アーヤトッラーは大アーヤトッラーとなる。リサーラは真正のイスラーム法源に関する知識およびその現在状況での解釈・適用について著す書物ウルワトゥル・ウスカーの再創造的存在である。
2006年現在の大アーヤトッラーは以下の通りである。イラクでは、諸ホウゼ（アラビア語ではハウザ）を統括するアリー・スィースターニーおよびその同僚となるムハンマド・サイード・ハーキム、ムハンマド・イスハーク・ファイヤード、ムハンマド・タキー・ムダッリスィーがいる。最も多いイランをはじめ、その他世界中に存在しており、全体で20人以上が数えられる。もっとも有名なひとびとでは、
- ジャワード・タブリーズィー
- アリー・ハーメネイー
- アリー・スィースターニー
- カーゼム・ハーエリー
- モハンマド・サーデグ・ロウハーニー
- モハンマド・ファーゼル・ランキャラーニー
- アリー・モンタゼリー
- ムハンマド・フセイン・ファドラッラー
- サーディク・フサイニー・シーラーズィー

などがいる。

## 西欧語における意味
西欧語でアーヤトッラーという場合、通常アーヤトッラー・ルーホッラー・ホメイニーを指す。1979年のイラン・イスラーム革命の際に、アーヤトッラーの語が世界的に有名な語となったためである。その影響で、アーヤトッラーはイラン・イスラーム共和国の最高指導者を示す言葉としても用いられる。
また「アーヤトッラー」の言葉はウェールズ・ラグビーチーム主将ガレス・トーマスがトライを決めた際の勝利のしぐさのことでもある。同様にカーディフ市民は、カーディフチームが勝利すると同じようなしぐさをする。これは両腕で頭を軽く叩くもので、ルーホッラー・ホメイニーが亡くなった際にイラン市民がおこなった哀悼を示す仕草からこの名前が来ている。同時に、ゴールを与えた敵チームの悲しみを表すという意味をもつ。2005年のクリケット・アッシュ杯第4テスト第1回、グラモーガン・チームの選手でイングランド代表チームの一員であるサイモン・ジョーンズがSimon Katichからウィケットを取った際にも、この仕草を用いている。